# Gaston Flosse
Gaston Flosse (Rikitea, 24 de junio de 1931) es un político francés que se desempeñó como Presidente de la Polinesia Francesa en cinco ocasiones distintas, siendo a su vez la primera persona en ostentar el cargo. Actualmente es miembro del Senado de Francia y ha sido un ministro menor francés bajo Jacques Chirac. Recibió sentencias por corrupción, que están bajo apelación.
Ejerció el cargo de diputado entre 1993 y 1997 en la Polinesia Francesa y de eurodiputado entre 1984 y 1986 en la Unión Europea.